# Haimps
Haimps és un municipi francès situat al departament del Charente Marítim i a la regió de la Nova Aquitània. L'any 2007 tenia 514 habitants.

## Demografia

### Població
El 2007 la població de fet de Haimps era de 514 persones. Hi havia 198 famílies de les quals 46 eren unipersonals (25 homes vivint sols i 21 dones vivint soles), 80 parelles sense fills, 59 parelles amb fills i 13 famílies monoparentals amb fills.
La població ha evolucionat segons el següent gràfic:
Habitants censats

### Habitatges
El 2007 hi havia 249 habitatges, 204 eren l'habitatge principal de la família, 27 eren segones residències i 18 estaven desocupats. Tots els 249 habitatges eren cases. Dels 204 habitatges principals, 168 estaven ocupats pels seus propietaris, 29 estaven llogats i ocupats pels llogaters i 6 estaven cedits a títol gratuït; 2 tenien una cambra, 8 en tenien dues, 31 en tenien tres, 48 en tenien quatre i 114 en tenien cinc o més. 165 habitatges disposaven pel capbaix d'una plaça de pàrquing. A 95 habitatges hi havia un automòbil i a 90 n'hi havia dos o més.

### Piràmide de població
La piràmide de població per edats i sexe el 2009 era:
| Homes | Edats   | Dones |
| ----- | ------- | ----- |
| 0     | 95 o +  | 4     |
| 4     | 90 a 94 | 4     |
| 0     | 85 a 89 | 4     |
| 4     | 80 a 84 | 4     |
| 16    | 75 a 79 | 8     |
| 8     | 70 a 74 | 12    |
| 8     | 65 a 69 | 16    |
| 12    | 60 a 64 | 8     |
| 16    | 55 a 59 | 12    |
| 32    | 50 a 54 | 16    |
| 4     | 45 a 49 | 16    |
| 28    | 40 a 44 | 4     |
| 12    | 35 a 39 | 12    |
| 16    | 30 a 34 | 12    |
| 12    | 25 a 29 | 12    |
| 4     | 20 a 24 | 8     |
| 16    | 15 a 19 | 4     |
| 4     | 10 a 14 | 4     |
| 8     | 5 a 9   | 8     |
| 8     | 0 a 4   | 12    |

## Economia
El 2007 la població en edat de treballar era de 322 persones, 214 eren actives i 108 eren inactives. De les 214 persones actives 186 estaven ocupades (101 homes i 85 dones) i 27 estaven aturades (9 homes i 18 dones). De les 108 persones inactives 40 estaven jubilades, 27 estaven estudiant i 41 estaven classificades com a «altres inactius».

### Ingressos
El 2009 a Haimps hi havia 200 unitats fiscals que integraven 461 persones, la mediana anual d'ingressos fiscals per persona era de 14.503 €.

### Activitats econòmiques
Dels 7 establiments que hi havia el 2007, 1 era d'una empresa alimentària, 1 d'una empresa de fabricació d'altres productes industrials, 1 d'una empresa de construcció, 2 d'empreses de comerç i reparació d'automòbils, 1 d'una empresa de serveis i 1 d'una empresa classificada com a «altres activitats de serveis».
Els 2 serveis als particulars que hi havia el 2009 eren guixaires pintors.
L'únic establiment comercial que hi havia el 2009 era una fleca.
L'any 2000 a Haimps hi havia 31 explotacions agrícoles que ocupaven un total de 1.224 hectàrees.

## Equipaments sanitaris i escolars
El 2009 hi havia una escola elemental integrada dins d'un grup escolar amb les comunes properes formant una escola dispersa.

## Poblacions més properes
El següent diagrama mostra les poblacions més properes.